# Engelenstede
Engelenstede is een natuur- en recreatiegebied dat zich bevindt ten westen van de buurtschap Kaathoven en ten zuidwesten van Vinkel in de Nederlandse provincie Noord-Brabant. Het gebied heeft een oppervlakte van 80 ha. Het is grotendeels eigendom van en wordt beheerd door het Stadsgewest 's-Hertogenbosch.
Engelenstede bestaat uit gemengd bos, droge en vochtige heiderestanten, enkele poelen en waterlopen, en landbouwenclaves. De bossen worden afgewisseld door recreatieweiden, waardoor een mozaïekachtig geheel ontstaat. aan de noordkant wordt het gebied begrensd door de Grote Wetering.
De naam "Engelenstede" dankt het gebied aan een hoeve die omstreeks 1760 in dit gebied stond. De eigenaar heette Van Engelen en liet het beeld van een engel in de boerderij inmetselen.
Oorspronkelijk een moerassig heidegebied met vennen, werd het omstreeks het begin van de 20e eeuw ontgonnen, en de Grote Wetering werd gegraven om het gebied af te wateren. Aanvankelijk werd grove den aangeplant om stuthout voor de Limburgse mijnen te leveren. Het bos werd tijdens de Tweede Wereldoorlog goeddeels gerooid door de Duitsers, en later door de Engelse troepen die hier verbleven. Na de oorlog vond heraanplant plaats, waarbij onder meer ook Amerikaanse eik werd gepoot.
Het huidige recreatiegebied is ontstaan vanaf 1980, toen nieuw gemengd bos werd aangeplant, recreatieweiden werden aangelegd, en wandel-, fiets- en ruiterpaden door het gebied ontstonden.
Er zijn drie wandelingen uitgezet in het gebied, Ook zijn er regelmatig mountainbikers te zien en is er een mountainbike route in het gebied.